# The Stage
The Stage – brytyjski tygodnik poświęcony teatrowi.  

## Charakterystyka
Jest najstarszym do dziś ukazującym się periodykiem teatralnym na świecie. Pismo zostało założone w 1880 roku. Publikuje wiadomości, recenzje, opinie, reportaże  oraz ogłoszenia rekrutacyjne, skierowane głównie do osób pracujących w teatrze i sztukach scenicznych. Tygodnik jest organizatorem nagrody Stage Awards for Acting Excellence, przyznawanej na festiwalu w Edynburgu. Strona internetowa pisma daje dostęp do wszystkich wydań pisma od początku istnienia do 2007 roku.

### Redaktorzy naczelni
- 1880–1901 Charles Carson
- 1901–1904 Maurice Comerford
- 1904–1937 Lionel Carson
- 1937–1943 Bernard Weller
- 1943–1952 S. R. Littlewood
- 1952–1972 Eric Johns
- 1972–1992 Peter Hepple
- 1992–1994 Jeremy Jehu
- 1994–2014 Brian Attwood
- 2014–2017 Alistair Smith (wydanie papierowe), Paddy Smith (strona internetowa)[3][2][4].